# Bactrocera buinensis
Bactrocera buinensis är en tvåvingeart som beskrevs av Drew 1989. Bactrocera buinensis ingår i släktet Bactrocera och familjen borrflugor. Inga underarter finns listade.